# سام هام
سام هام (بالإنجليزية: Sam Hamm)‏ هو منتج أفلام وكاتب سيناريو أمريكي، ولد في 19 نوفمبر 1955 في شارلوتسفيل في الولايات المتحدة.

## وصلات خارجية
- سام هام على موقع IMDb (الإنجليزية)
- سام هام على موقع ألو سيني (الفرنسية)
- سام هام على موقع أول موفي (الإنجليزية)
- سام هام على موقع قاعدة بيانات الأفلام السويدية (السويدية)
- سام هام على موقع إن إن دي بي (الإنجليزية)
- سام هام على موقع قاعدة بيانات الفيلم (الإنجليزية)
- سام هام على موقع كينوبويسك (الروسية)